# Monte (Fafe)
Monte is een plaats (freguesia) in de Portugese gemeente Fafe en telt 393 inwoners (2001).

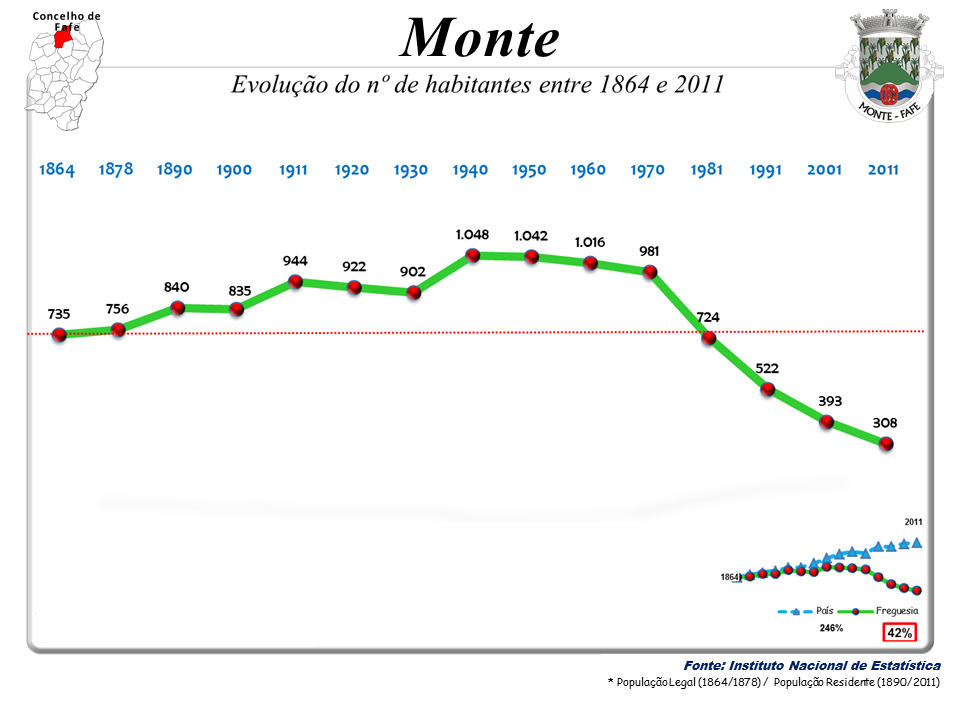
Bevolkingsontwikkeling tussen 1864 en 2011